# Mary Medd
Mary Beaumont Medd (née Crowley le 4 août 1907 et décédée le 6 juin 2005) est une architecte britannique, connue ses conceptions de bâtiments publics, notamment des écoles.
Mary Medd est la première architecte employée par Hertfordshire County Council. Elle est avec son mari, David Leslie Medd, l'une des principales architectes d'écoles en Angleterre et au Pays de Galles.

## Biographie

### Jeunesse
Mary Medd est la fille de Ralph Henry Crowley, médecin-chef au ministère de l'Éducation. Après des années d'instruction en famille, elle passe un an dans une école expérimentale dirigée par Isabel Fry, puis elle suit l'enseignement de la Bedales School de 1921 à 1926.

### Carrière
Mary Medd travaille avec Cecil George Kemp, elle  conçoit trois maisons aux 102, 104 et 106 Orchard Road à Tewin, dans le Hertfordshire, en 1935 et 1936,.
Mary Medd est la première architecte employée par Hertfordshire County Council quand un département d'architecture est ouvert en 1946. Après la Seconde Guerre mondiale, avec son mari David Leslie Medd, elle rejoint une équipe d'architectes chargée de construire des écoles dans le Hertfordshire. Ils deviennent les principaux architectes d'écoles en Angleterre et au Pays de Galles.

## Reconnaissance
Les National Life Stories ont mené un entretien avec Mary Medd en 1998 pour sa collection Architects Lives détenue par la British Library,.